# AEL Kallonis
AEL Kallonis (gr. Αθλητική Ένωση Λεκανοπεδίου Καλλονής) – grecki klub piłkarski, mający siedzibę w mieście Mitylena.

## Historia
Chronologia nazw:
- 1994—...: AEL Kallonis

Klub został założony w 1994 roku jako AEL Kallonis (Związek Sportowy Lekanopediu Kallonis) w wyniku fuzji dwóch miejscowych klubów Apollon Dafia (utworzony w 1969) i Arisvaios (utworzony w 1954) z miejscowości Kalloni. Przez dłuższy czas występował w lidze regionalnej mistrzostw Lesbos. W sezonie 1996/97 debiutował w IV lidze, ale po zakończeniu sezonu spadł z powrotem do ligi regionalnej. W sezonie 2002/03 historia powtórzyła się – nieudana gra w IV lidze i spadek do lokalnych rozgrywek. W 2008 po raz trzeci awansował do IV ligi. Po dwóch latach gry zespół w sezonie 2009/10 zajął pierwsze miejsce w swojej grupie i otrzymał promocję do trzeciej ligi. W następnym sezonie zespół zajął drugie miejsce w grupie północnej i od sezonu 2011/12 zaczął grać w drugiej lidze. Po zakończeniu sezonu 2012/13 zespół zajął trzecie miejsce i w barażach zdobył historyczny awans do pierwszej ligi.

## Sukcesy

### Trofea międzynarodowe
Nie uczestniczył w rozgrywkach europejskich (stan na 31-05-2013).

### Trofea krajowe
| \| \| Zdobyte trofea w rozgrywkach Grecji (stan na: 31-05-2013) \| |                                                           |      |          |
| Rozgrywki                                                          | Osiągnięcie                                               | Razy | Sezon(y) |
| Mistrzostwo                                                        | I miejsce                                                 | 0    |          |
| Mistrzostwo                                                        | II miejsce                                                | 0    |          |
| Mistrzostwo                                                        | III miejsce                                               | 0    |          |
| Mistrzostwo                                                        | ? miejsce                                                 | 1    | 2014     |
| Puchar                                                             | zdobywca                                                  | 0    |          |
| Puchar                                                             | finalista                                                 | 0    |          |
| Puchar                                                             | 1/16 finału                                               | 1    | 2012     |
| II liga                                                            | I miejsce                                                 | 0    |          |
| II liga                                                            | II miejsce                                                | 0    |          |
| II liga                                                            | III miejsce                                               | 1    | 2013     |
| Grecja                                                             | Zdobyte trofea w rozgrywkach Grecji (stan na: 31-05-2013) |      |          |

## Stadion
Klub rozgrywa swoje mecze domowe na stadionie Miejskim w Mitylenie, który może pomieścić 2,850 widzów.